# Listă de filme sovietice din 1947
- Filme sovietice din: 1946 — 1947 — 1948

Aceasta este o listă de filme produse în Uniunea Sovietică în 1947.
| Titlu           | Titlu original             | Regizor             | Distribuție                                                    | Gen                  | Note |
| --------------- | -------------------------- | ------------------- | -------------------------------------------------------------- | -------------------- | ---- |
| 1947            |                            |                     |                                                                |                      |      |
| Balada Siberiei | Сказание о земле Сибирской | Ivan Pîriev         | Vladimir Drujnikov, Marina Ladînina                            | muzical melodramatic |      |
| Balerina        | Солистка балета            | Aleksandr Ivanovski | Mira Redina, Viktor Kazanovici, Olga Jizneva și Galina Ulanova | de balet, muzical    |      |